# Mare de Déu del Peiró
La Mare de Déu del Peiró és una ermita del municipi de Mont-roig del Camp (Baix Camp) protegida com a bé cultural d'interès local.

## Descripció
És una petita capella de planta quadrangular amb teulada a quatre vessants rematada amb una creu de ferro. La porta principal és d'arc deprimit convex. Davant de la capella hi ha un espai envoltat per un muret de forma quadrangular amb un costat semicircular i dues entrades, una davant de l'altre i que coincideixen amb la porta d'entrada a la capella. En un costat s'aixeca una creu sobre tres alts esglaons. El fust és quadrangular, amb un capitell esglaonat, i la creu és de ferro forjat.

## Història
L'any 1752 l'arquebisbe Pere de Copons va autoritzar a Josep Nuet a aixecar l'ermita del Peiró, deformació del mot Pedró. En aquest lloc, antic camí de Falset, hi havia una creu de pedra construïda pels caminants i peregrins que feien allà les seves oracions. Actualment, la creu que s'alça commemora la Santa Missió predicada entre 1945 i 1952.
A la capella es van produir alguns robatoris i profanacions al llarg de la seva història. La reconciliació de la capella i la benedicció de la nova imatge de la Mare de Déu del Roser va celebrar-se el 1959.